# Nesotriccus ridgwayi
Caça-moscas-do-coco ou piolhito-do-coco (Nesotriccus ridgwayi) é uma espécie de ave da família Tyrannidae.
É endémica da Costa Rica.
Os seus habitats naturais são: florestas subtropicais ou tropicais húmidas de baixa altitude, pântanos subtropicais ou tropicais, regiões subtropicais ou tropicais húmidas de alta altitude e matagal húmido tropical ou subtropical.